# 宦者四
蛇夫座37，又名BD+10 3165，HD 155644、SAO 102646、HR 6393，是蛇夫座的一颗恒星，视星等为5.33，位于銀經31.38，銀緯26.74，其B1900.0坐标为赤經17h 7m 44.9s，赤緯+10° 26.74′ 22″。